# Toskansk ordning

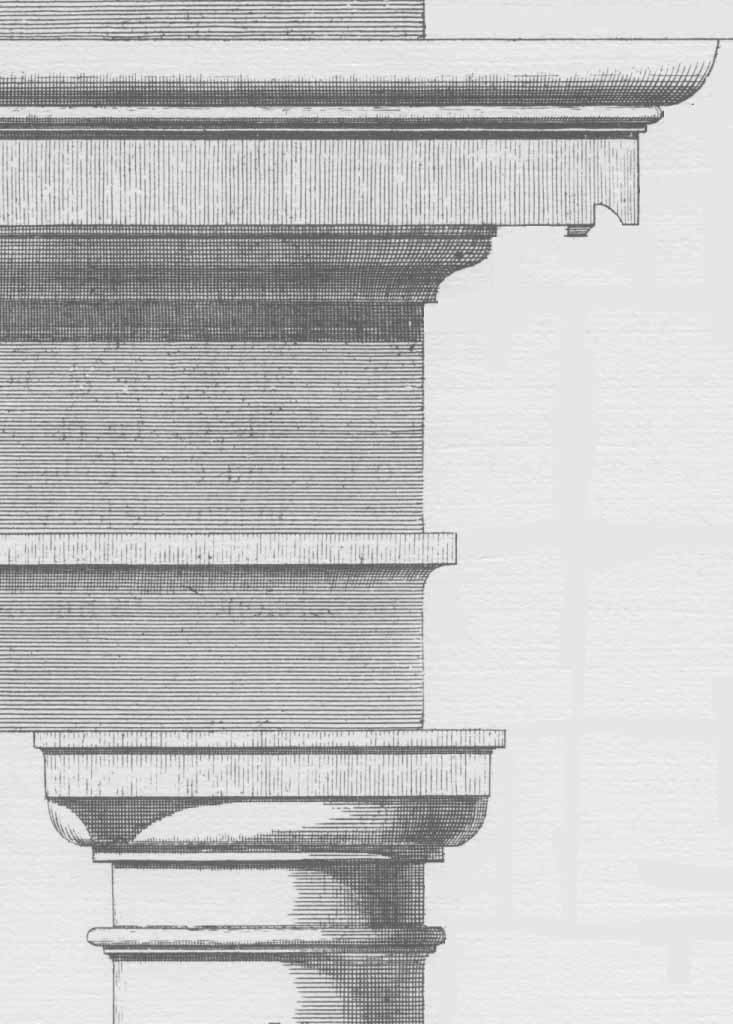
Den toskanska ordningens kapitäl och entablement.

Toskansk ordning är en kolonnordning som härstammar från det etruskiska templet och har enligt Vitruvius en "utomordentligt primitiv karaktär", där de glest ställda kolonnerna nödvändigtvis förutsätter ett timrat bjälklag. 1500-talets teoretiker betraktade den toskanska ordningen som proto-dorisk.